# Rio Tucunduba

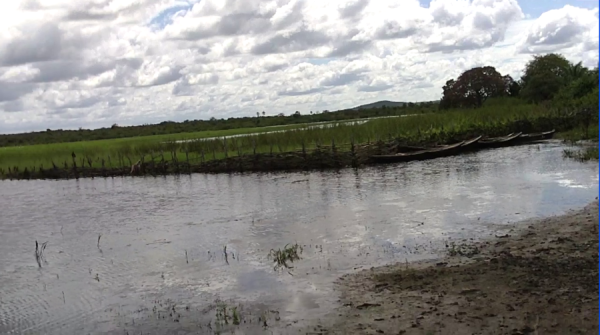
Açude de Tucunduba tirada em Panacui com vista para Serrota

O Rio Tucunduba é um rio brasileiro que banha o estado do Ceará.
Está localizado na região norte do estado do Ceará. Nasce no município de Senador Sá e banha quatro municípios: Senador Sá, Marco, Granja e Camocim. O rio Tucunduba desagua diretamente no Oceano Atlântico na altura da Praia de Tatajuba, em Camocim.
Em seu curso está o Açude Tucunduba, na divisa dos municípios de Senador Sá e Marco. Fornece grande quantidade de pescados, alavancando a economia local, como também irriga grandes áreas às suas margens.